# Ibiau
Vahibre Ibiau je bil faraon Trinajste egipčanske dinastije, ki je vladala v drugem vmesnem obdobju Egipta. Po Torinskem seznamu kraljev je vladal 10 let, 8 mesecev in 29 dni okoli leta 1670 pr. n. št.

## Dokazi
Vahibre Ibiau je kljub dolgi vladavini znan s samo nekaj predmetov, večinoma skarabejskih pečatov z njegovim imenom. Omenjen je tudi na steli uradnika Sahatorja, verjetno iz Teb in fragmentu fajanse iz El-Lahuna.
Pomemben član Ibiauovega dvora je bil veliki vezir z enakim imenom. V preteklosti se je domnevalo, da gre za eno samo osebo, nedavne študije pa so dokazale, da domneva ni dokazana.

## Vir
- K.S.B. Ryholt. The Political Situation in Egypt during the Second Intermediate Period. Carsten Niebuhr Institute Publications, c. 1800–1550 BC, vol. 20. Copenhagen: Museum Tusculanum Press, 1997. str. 353–354.

| Ibiau Trinajsta egipčanska dinastija |                                     |                  |
| Vladarski nazivi                     |                                     |                  |
| Predhodnik: Sobekhotep VI.           | Faraon Egipta okoli 1670 pr. n. št. | Naslednik: Aj I. |